# Yaya DaCosta
Yaya DaCosta (Harlem - New York, 15 november 1982), geboren als Camara DaCosta Johnson, is een Amerikaanse actrice.

## Biografie
DaCosta werd geboren in New York, in de borough Harlem, en is van Afro-Amerikaanse en Nigeriaanse afkomst. Zij spreekt naast Engels ook Portugees, Frans, Spaans en Japans. DaCosta heeft gestudeerd aan de Brown-universiteit in Providence (Rhode Island) waar zij afstudeerde in Afrikaanse Studies en Internationale betrekkingen. Ze verkreeg bekendheid door haar deelname aan het derde seizoen (2004) van America's Next Top Model, waarin zij de tweede plaats behaalde.
DaCosta is vanaf 2012 getrouwd en heeft hieruit een kind.

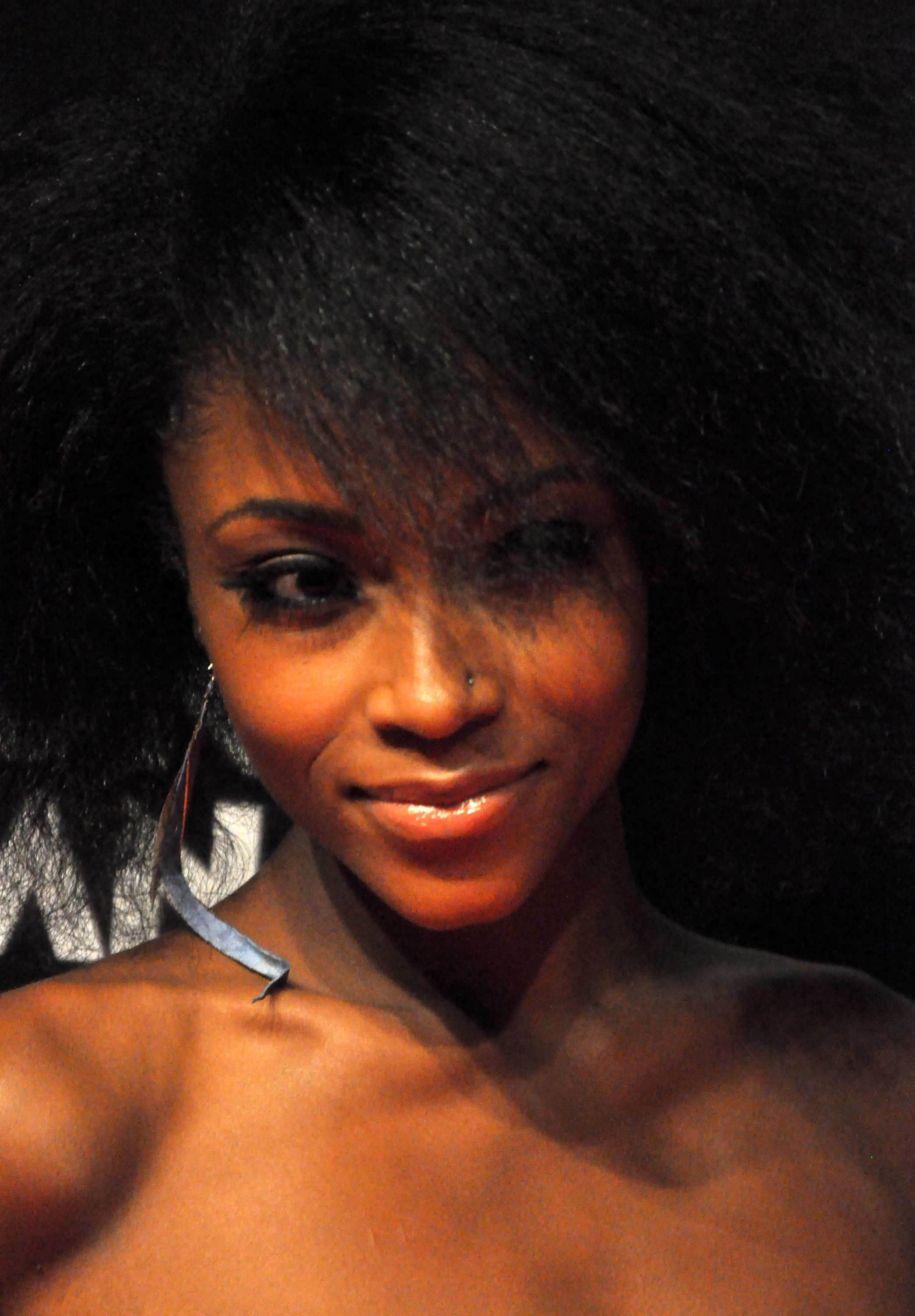
Yaya DaCosta (2010)

## Filmografie

### Films
Uitgezonderd korte films.
- 2019 Bolden - als Nora Bolden
- 2019 Peel - als Sarah
- 2018 Faith Under Fire - als Kendra
- 2016 The Nice Guys - als Tally
- 2015 Whitney - als Whitney Houston (tv-film voor Lifetime)
- 2014 And So It Goes - als Kennedy
- 2013 The Butler – als Carol Hammie
- 2013 Big Words – als Annie
- 2013 Mother of George – als Sade Bakare
- 2012 Dark Horse – als Amy
- 2011 In Time – als Greta
- 2011 Weekends at Bellevue – als Vanessa
- 2011 Whole Lotta Sole – als Sophie
- 2010 Tron: Legacy – als Siren
- 2010 The Kids Are All Right – als Tanya
- 2009 The Messenger – als Monica Washington
- 2008 Racing for Time – als Vanessa
- 2007 Honeydripper – als Chinese pop
- 2006 Take the Lead – als LaRhette

### Televisieseries
Uitgezonderd eenmalige gastrollen.
- 2015-2022 Chicago Med - als April Sexton - 121 afl.
- 2021-2022 Our Kind of People - als Angela Vaughn - 12 afl.
- 2015-2021 Chicago Fire - als April Sexton - 12 afl.
- 2017-2019 Chicago P.D. - als April Sexton - 3 afl.
- 2011-2012 House – als Anita – 2 afl.
- 2009 Ugly Betty – als Nico Slater - 7 afl.
- 2008 All My Children – als Cassandra Foster – 44 afl.

- International Standard Name Identifier: 0000 0003 8595 6054
- Library of Congress Control Number: no2010193905
- MusicBrainz: cbf29bd1-997d-4bc9-94a1-fc96e212bd86
- Nationale Bibliotheek van Tsjechië: xx0168819
- Système universitaire de documentation: 150847610
- Virtual International Authority File: 161068226
- WorldCat: E39PBJhdcFr3vTx6FG8KGPX8G3